# Kárhozottak királynője (filmzene)
Jonathan Davis első zenei anyaga a Kornon kívül A kárhozottak királynője (Queen of the Damned) című film zenéje. Eredetileg ő énekelt volna az albumon az általa írt dalokban, azonban a Sony (a Korn akkori zenei kiadója) ezt nem engedte meg az énekes számára. Jonathan végül úgy döntött, hogy a lemezen pár másik bandában zenélő barátja fog énekelni helyette. A filmben a dalokat Lestat metál zenekara adja elő.
Jonathan Davis dalai mellett több dal is van az albumon más népszerű bandáktól, így a Static-X-től, a Disturbed-től vagy a Tricky-től.

## Számlista
1. Not Meant for Me - Wayne Static a Static-X-ből** 
 
2. Forsaken - David Draiman a Disturbedből**  

3. System - Chester Bennington a Linkin Parkból**  

4. Change (In The House Of Flies) - Deftones

5. Redeemer - Marilyn Manson**

6. Dead Cell - Papa Roach 

7. Penetrate - Godhead 

8. Slept So Long - Jay Gordon - Orgy**

9. Down With the Sickness - Disturbed

10. Cold - Static-X 

11. Headstrong - Earshot 

12. Body Crumbles - Dry Cell 

13. Excess - Tricky 

14. Before I'm Dead - Kidneythieves

15. Feel No Shame - V-Mob (Bónusz szám)
( ** ) Dalok, amelyeket Jonathan Davis szerzett és az énekes, aki az albumon hallható

## Kiadatlan dalok
- Careless (Akasha's Lament)

Ez a dal lemaradt a lemezről, azonban Jonathan kiadta mp3-ban az Amazon.com-on és az iTuneson keresztül 2007. november 16-án.

## Közreműködők
- Shoutweb: Azt mondtad hogy Munky és Head gitároztak az albumon.
- Jonathan: Igen, megírtam a dalokat, így szükségünk volt pár zenészre akik fel is fogják venni amit írtunk. Így hívtam meg tehát Munkyt és Headet egy pár szám erejéig, valamint Sam Riverst a Limp Bizkitből, a basszusgitárost. Vinnie Colaiuta és Terry Bozzio vették fel a dobokat. Ők a kedvenc dobosaim.
- Shoutweb: Te hívtad őket, vagy maguktól jöttek?
- Jonathan: Én hívtam őket. Richardnak jött az ötlet hogy vegyük be Terryt és Vinniet a projectbe, én pedig belementem. Ezután hoztam én Munkyt és Headet gitározni, mivel ők ketten a kedvenc gitárosaim, valamint szeretem ahogy Sam basszusgitározik. – Részlet egy Jonathan Davis-szel készült interjúból[1]